# ウィプロ
ウィプロ（英語：Wipro Technologies Limited）は、インドカルナータカ州バンガロールに本社を置くITサービス企業で、インドの六大メガIT企業（en:Big Tech (India)）の一角で、タタ・コンサルタンシー・サービシズ、インフォシス、HCLテクノロジーズ、コグニザント（en:cognizant）に並ぶ第五位の規模を持つ。ウィプロのサービスは、クラウド・コンピューティング、コンピューター・セキュリティ、デジタルトランスフォーメーション、AI、ロボット工学、データ分析、その他のテクノロジーなど多岐にわたり、世界167カ国に展開している。創業当初はピーナッツオイルなどの食料品や医薬品の製造を行っていたが、1980年代以降にIT業界へと参入した。日本においては、ウィプロ・ジャパンが現地法人として活動している。

## 概要

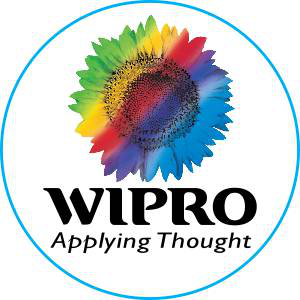
1998年から2017年までのロゴ

ウィプロは1945年12月29日にMHハシャム・プレムジーによってアマルネールで食用油製造会社Western India Vegetable Products Limitedとして設立された。 1966年、ハシャム・プレムジーの死後、息子のアジム・プレムジーが21歳で会長に就任した。
同社は1977年に社名をWipro Products Limitedに変更し、続いて1982年にWipro Limitedに変更した。
元々は食料品や医薬品および石鹸や幼児用衛生品ほかトイレタリーなど家庭用品の製造していたが、その後家庭用・商業用電灯の製造を開始し、さらに1980年代にはコンピュータのハードウェアとソフトウェアのビジネスチャンスを認識し、同社は子会社のウィプロインフォテックとウィプロシステムズを設立してIT分野に進出した。IT関連では世界35カ国に開発センターを置き、ソフトウェア開発、コンサルティング、アウトソーシングなどに従事している。家庭用品事業の売上ついてはIT関連事業と逆転し、グローバルIT分野が総売上の85%を占めるまでになっていため、消費者ケア、照明、家具、油圧、水処理、医療診断などの事業を2012年よりウィプロエンタープライズ（en:Wipro Enterprises）に分割した。
日本市場への参入に関しては、2008年にCTCとの間で包括提携を交わしている。日本の本社は横浜、コールセンターは沖縄にある。